# 體驗設計
體驗設計（Experience design，簡稱XD）是一套在設計產品、工藝、服務、活動、全通路行銷及環境設計等領域中，專注於使用者體驗及文化性的解決方案。
作為一個新興的學門，體驗設計融合了來自許多其他學科，包括認知心理學、知覺心理學、語言學、認知科學、結構學和環境設計、觸覺設計、危害分析，以及產品設計、戲劇、資訊設計、資訊結構學，甚至是民族學、品牌戰略、互動設計、服務設計、故事設計、資訊技術和設計思考。
以用戶為中心的體驗設計（User Experience design，則簡稱UX），與使用者經驗設計類似。

## 商業用途
在商業方面，體驗設計是用來創造一些時刻，透過人與人、人與品牌間的互動、接觸點的掌握，進而創造出想法、正向情緒和回憶。商業上的體驗設計也被稱為消費者經驗設計。在行銷領域中，與體驗行銷是有強烈相關的。
體驗設計師們的工作，常常是分析後定義出令人興奮的接觸點並創造新的體驗、找出讓消費者感覺難以忍受的接觸點進行改善，讓消費者產生他們期望中的感受或結果。